# Pears
Pears és un grup estatunidenc de música hardcore punk format el 2014 a Nova Orleans.
L'àlbum de debut de Pears, Go To Prison, es va publicar el 2015 i van fer les primeres gires pels Estats Units amb bandes com Dwarves, Red City Radio, Teenage Bottlerocket, Off With Your Heads, Direct Hit, Lagwagon i The Suicide Machines; així com la seva primera gira europea amb Red City Radio.
Peras forma part de la discogràfica Fat Wreck Chords amb qui va publicar Green Star l'1 d'abril de 2016. Els membres de la banda, Zach Quinn, Erich Goodyear i Brian Pretus també conformen el grup Little Bags.
La música de Pears és ràpida i plena de canvis de ritme, una barreja de punk rock dels anys 1980, a l'estil de Descendents, 7 Seconds i Black Flag, i de skate punk i hardcore melòdic similar a NOFX i Bouncing Souls. L'enfocament de les seves lletres és sovint humorístic i inclou al·lusions velades (els anomenats Easter Eggs) a bandes conegudes del seu gènere.

## Membres
- Zach Quinn - Veu
- Brian Pretus - Guitarra
- Erich Goodyear - Baix
- Jarret Nathan - Bateria

## Discografia

### Àlbums d'estudi
- Go to Prison (2014, Anxious & Angry)
- Green Star (2016, Fat Wreck Chords)
- Pears (2020, Fat Wreck Chords)

### EP
- ...In Diapers (2014, autoeditat)
- Letters to Memaw (2015, Fat Wreck Chords)